# Заславский, Иван Юрьевич
Иван Юрьевич Заславский (? — 1514 или 1516, Заславль) — западнорусский магнат, государственный деятель Великого княжества Литовского.

## Биография
Происходил из княжеского рода Заславских. Сын князя Юрия Васильевича Заславского (ум. 1500) и Софии (ум. 1508). Жена Елена представительница рода Четвертинских.
В 1500 году после смерти отца взял под опеку своего старшего брата Андрея. До совершеннолетия братьев владениями Заславских руководила их мать. Участник русско-литовской войны 1500—1503 годов. В 1501 году Иван Заславский получил во владение село Дворец в Кременецком уезде.
Упоминается в летописях 1506 и 1508 годах как храбрый и воинственный «муж». Участник русско-литовской войны 1507—1508 годов. В 1508 году от польского короля Сигизмунда I получил село Белогородка с правом передачи его потомкам.
Участник обороны Волынского княжества от крымских татар. Возможно участвовал в битве под Лопушным в 1512. Вступил в имущественный конфликт с литовским гетманом Константином Острожским за право владеть сёлами Зубровка и Тернавка, однако конфликт так и не был решён и после смерти Ивана Заславского. Погиб между 1514 или 1516 годом возможно при набеге крымских татар.

## Семья
Жена — Елена Фёдоровна Четвертинская (ум. после 1545) дочь Брацлавского наместника Фёдора Четвертинского
Их дети:
- Фёдор (?);
- Богдан (? — 1530);
- Кузьма (до 1511 — 9 мая 1556) — свислоцкий и каменецкий староста;
- Иван (?);
- Михаил (? — ум. ок. 1530);
- София[укр.] (? — после 1577);
- дочь (?).